# Geografía de Yibuti
Yibuti es un país en el este de África, limítrofe con el Golfo de Adén y el Mar Rojo, entre Eritrea y Somalia. Sus coordenadas son 11°30′N 43°00′E / 11.500, 43.000. La lluvia es escasa y la mayor parte del país es desértico o semidesértico, cálido y húmedo en la costa, y más seco en el interior. El lago Assal, salado, se encuentra a 155 m por debajo del nivel del mar, es el punto más bajo de África y el tercero del mundo, después del mar de Galilea y el mar Muerto. Los principales asentamientos de Yibuti son la capital, Yibuti, las ciudades portuarias de Tadjoura y Obock, y las ciudades del sur de Al Sabieh y Dikhil. 

## Ubicación
Yibuti tiene una ubicación estratégica cerca de las rutas marítimas más transitadas y cerca de los campos petrolíferos árabes. Yibúti es también terminal del transporte ferroviario hacia Etiopía.

## Relieve

Mapa físico de Yibuti, con sus principales accidentes geográficos.

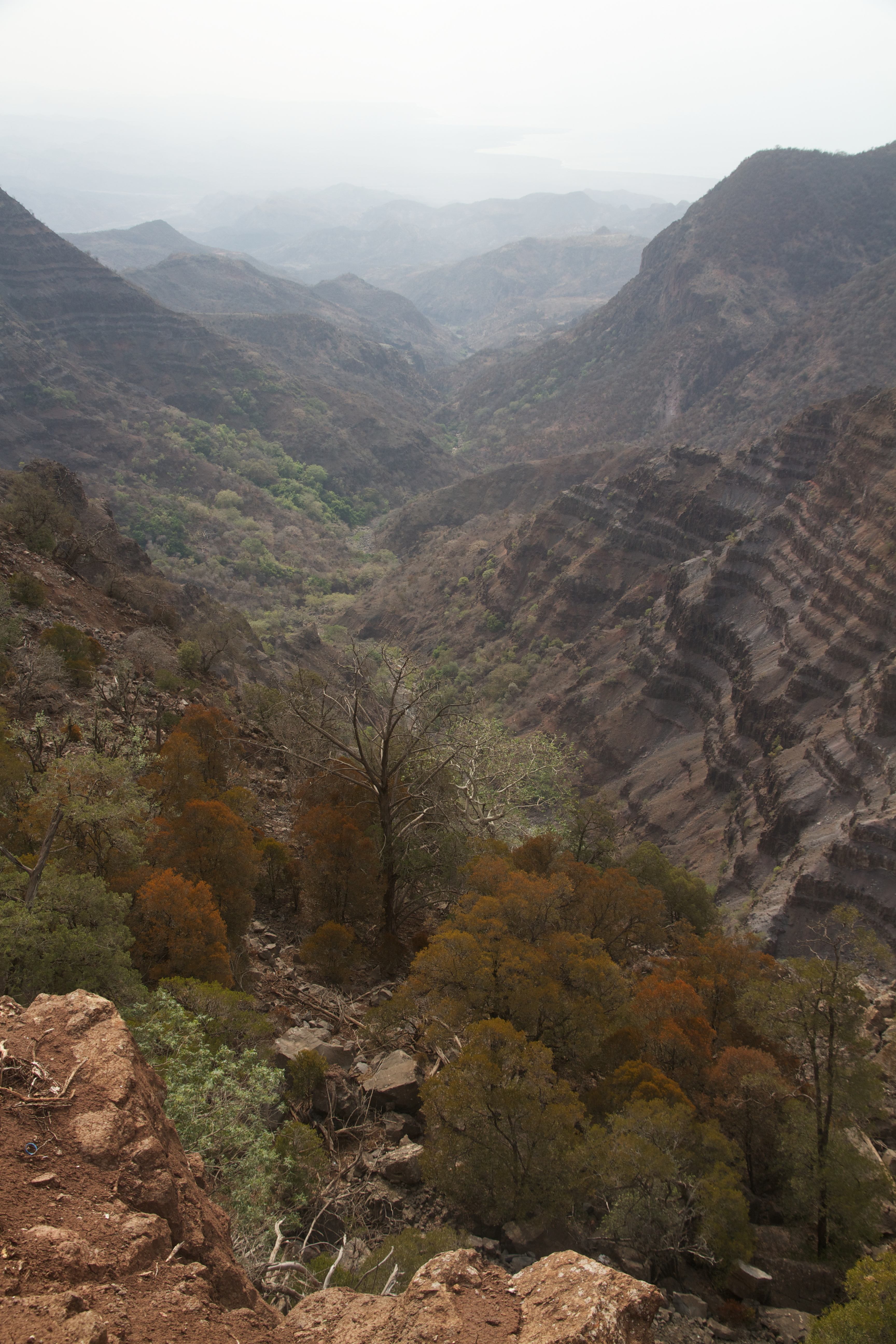
Montañas Goda. Parque nacional del Bosque de Day

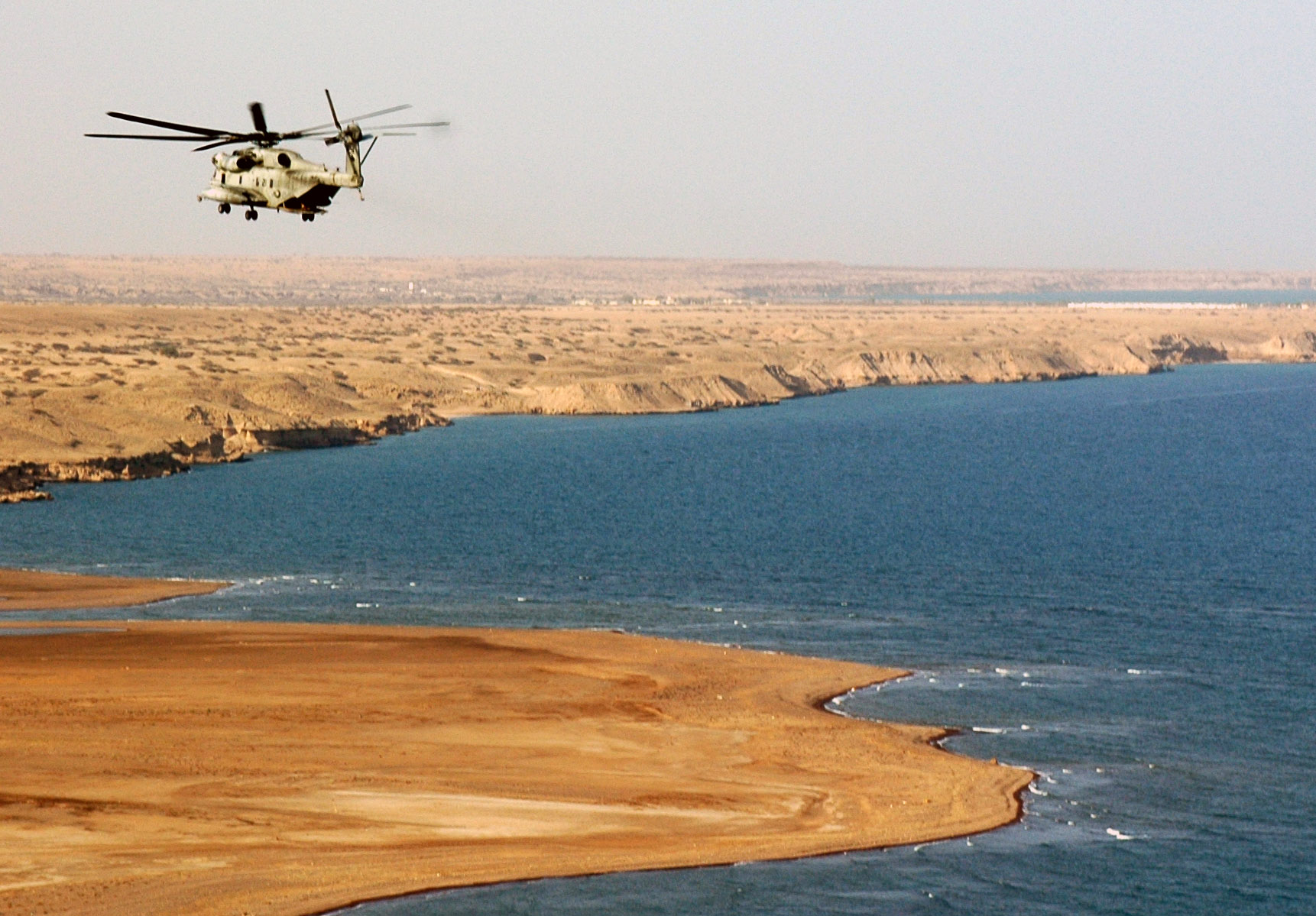
Costa de Yibuti, al sur de la capital homónima.

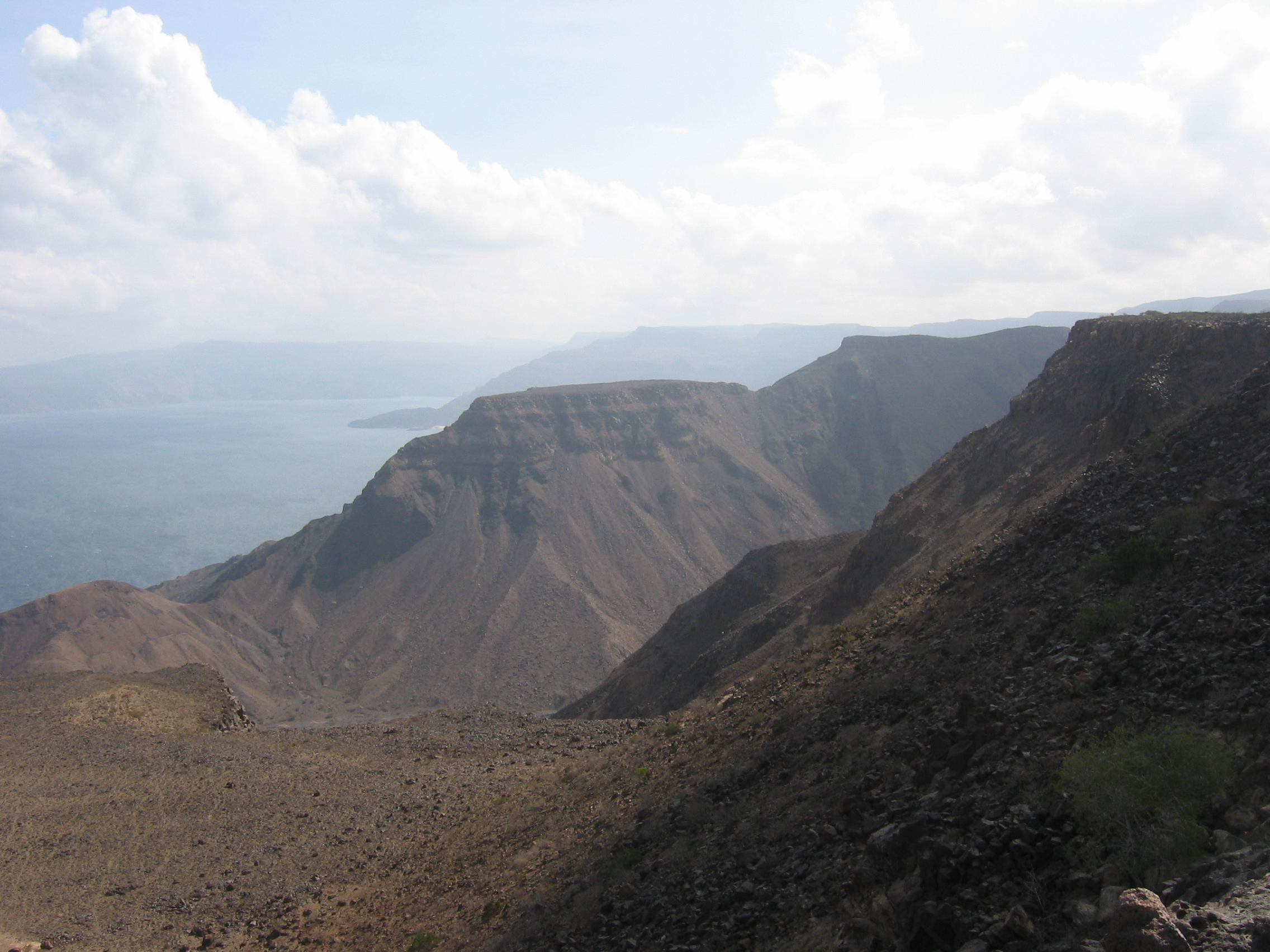
Costa de Yibuti al sur del golfo de Tadjoura.

Un gran arco de montañas separa la llanura costera de una meseta interior. No hay cultivos permanentes por falta de tierras útiles y hay poca cubierta forestal. El escaso bosque está en los Montes Goda, especialmente en el Parque nacional del Bosque de Day. La mayor parte del país se usa como tierra de pastos permanentes y pertenece a la ecorregión de la pradera y matorral xerófilos de Etiopía, excepto por una franja a lo largo de la costa del Mar Rojo, que forma parte del desierto costero de Eritrea, que destaca como una importante ruta para aves de presa.
En Eritrea hay cuatro regiones bien definidas: las montañas al norte del golfo de Tadjoura, que divide en dos el país, las montañas del sur, más secas, las depresiones interiores que forman llanuras alargadas separadas por montañas volcánicas y en algunos casos tabulares, y el extremo oriental de la depresión de Afar o Danakil, que es una derivación del Rift y tiene su punto más bajo en el lago Assal, a 155 m bajo el nivel de mar. Al oeste del país, en la frontera con Etiopía, se encuentra el lago Abbe, endorreico. 
Las montañas del norte están formadas por varias cadenas montañosas entre las que destacan los montes Goda, al nordeste del golfo de Tadjoura, con una veintena de cimas que superan los 1.000 m (incluyen el Parque nacional del Bosque de Day (434 mm de lluvia anuales), único en una región semidesértica y último reducto del francolín somalí); las vecinas montañas Mabla, al este de las anteriores; el volcán de Mousa Ali, en el extremo norte, de 2.028 m, formando frontera con Eritrea y Etiopía, y el monte Garbi, de 1.680 m, al oeste (164 mm de lluvia, semidesértico).
Las montañas al sur del golfo incluyen los montes Arrei, también llamados acantilado de Ali Sabieh, con una altura de 1.300 m, cerca de la frontera con Etiopía; el monte Dagouein, de 1.124 m, al este de los anteriores, y los montes Boura, que alcanzan 1.037 m y son tierra del clan somalí de los issa.
Al oeste de Yibuti se encuentran una serie de depresiones llanas y muy áridas, separadas por cadenas de montes que discurren de noroeste a sudeste. Destacan, de norte a sur, el complejo Allol/Magdoul, que agrupa las llanuras aluviales de Alol, Doda, Andaba y Magdoul, sujetas a inundaciones periódicas, con matorrales densos de acacias, llanos salados, manantiales de aguas termales, palmeras Hyphaene, herbazales y colinas basálticas. La llanura de Hanle, la mayor, que incluye las llanuras de Galafi y Daoudaoua, y, al este, Dikhil y Gagade. Entre la llanura de Hanle y el lago Abbe se encuentra la llanura de Goba’ad, con estrechos uadis, matorrales de acacias bajas y arenales. 
Al sur se encuentra la depresión del Grand Bara, un desierto al sur de Yibuti. Tiene poco más de 100 km², es una árida llanura formada por el lecho de lagos secos que separa la zona volcánica del país de la zona sedimentaria. Por este seco paisaje con matorrales y hierbas dispersas pastan antílopes,  gacelas y órices, con lluvias que pueden inundar la llanura en julio y septiembre y medias máximas anuales entre 27.oC y 38.oC. Una estrecha franja costera que se adentra en Eritrea se considera parte de la ecorregión desierto costero de Eritrea.
En la costa del nordeste se encuentra una llanura costera, Godoria/Doumeira, que se extiende desde la isla de Doumeria, en la frontera con Eritrea, hasta la colina de Ras Siyyan al sur, con extensión a los manglares de Godoria. Forma parte del Rift. Hasta Obock, la costa es baja y arenosa, con corales, y forma una amplia llanura frente al estrecho de Bab-el-Mandeb, la puerta del mar Rojo y el océano Índico. La bahía o ensenada de Ghoubbet-al-Kharab está separada del mar por un estrecho de 750 m con la pequeña isla de Abou Maya en el centro.

## Clima

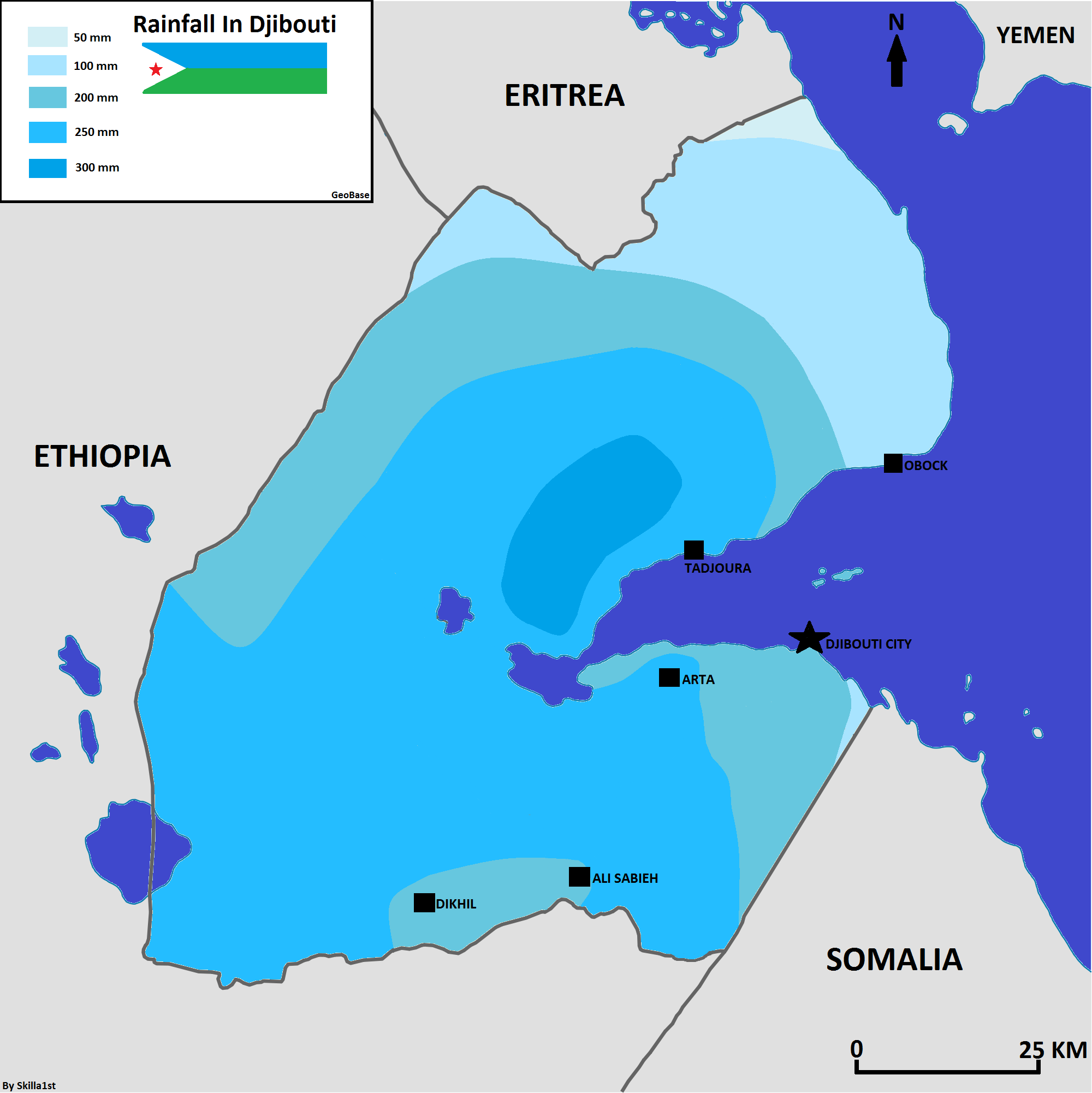
Mapa de lluvias en Yibuti

Su clima es mayormente cálido y seco, de desierto. En la costa, las temperaturas máximas medias diarias oscilan entre los 32.oC y los 41.oC. En la capital, Yibuti, de diciembre a febrero, con máximas de 29.oC, sopla la brisa marina y el aire es húmedo. En junio y julio soplan los vientos del desierto, llamados khamsin, y el polvo reduce la visibilidad. Hasta septiembre se superan fácilmente los 40.oC, y por las noches no se baja de 30.oC. En septiembre el viento se detiene y el tiempo es más opresivo, en octubre y noviembre por fin las mínimas bajan de 25.oC. En la capital, caen 120 mm en 22 días, y nada en invierno.
En las regiones interiores, el clima no es tan cálido, pero es seco todo el año. En el Parque nacional del Bosque de Day, con alturas de 1.750 m y en ciudades meridionales como Randa (325 mm), Arta (236 mm) el clima es semidesértico, con tormentas veraniegas a veces intensas que hacen desbordar los arroyos secos, y temperaturas suaves en invierno (17-26.oC).

## Ambiente
Los peligros naturales incluyen terremotos, sequías y ciclones ocasionales desde el Océano Índico, que llevan fuertes lluvias e inundaciones pasajeras. Los recursos naturales incluyen energía geotérmica. Un inadecuado abastecimiento de agua potable y la desertificación son problemas actuales.
Yibuti forma parte de acuerdos internacionales de biodiversidad, cambio climático, desertificación, especies amenazadas, la CONVEMAR, protección de la capa de ozono y contaminación de botes.

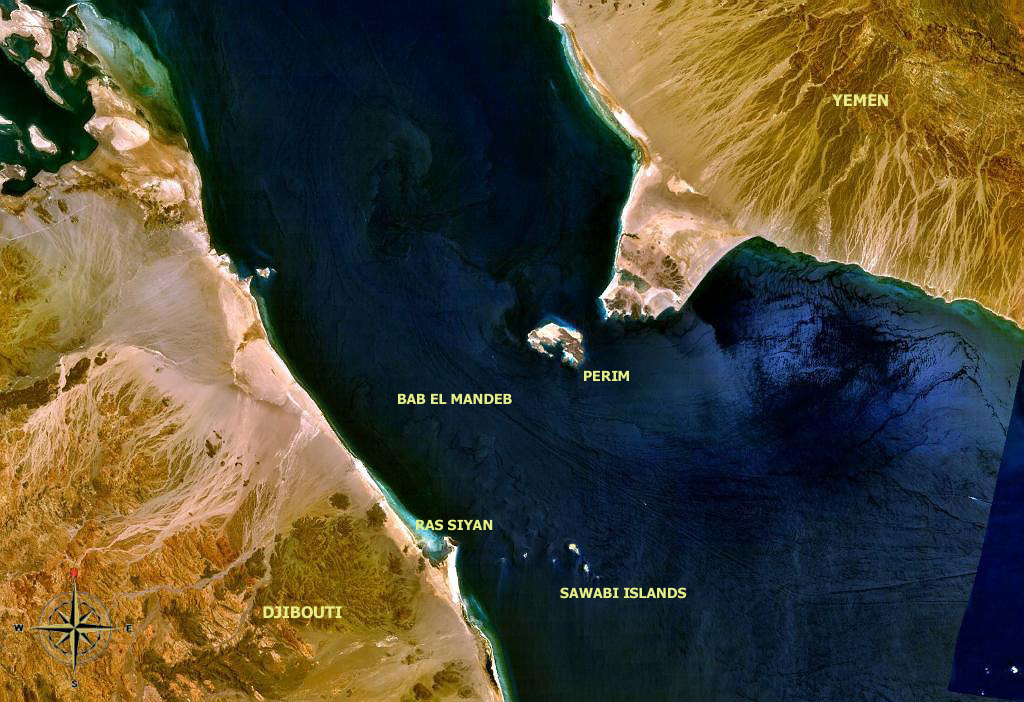
Islas en el estrecho Bab-el-Mandeb (NASA)

## Recursos pesqueros
Las aguas marinas de Yibuti se encuentran en la unión del mar Rojo con el golfo de Adén. Están bordeadas por el norte por las aguas eritreas, por el sudeste por las aguas somalíes y por el este por las aguas yemeníes, separadas de estas por el estrecho de Bab el-Mandeb.
Las aguas costeras se extienden a lo largo de una línea de 380 km de costa e incluyen una plataforma continental de unos 2.600 km². Se incluyen tres grupos de islas, las islas Mucha y Maskali, las islas Sawabi y la isla Haramous. La zona exclusiva económica reclamada por el país es de 7200 km².
La plataforma continental es relativamente estrecha, con una amplitud media de 8 km, incluyendo manglares que cubren una superficie de unas 800 ha y arrecifes de coral que ocupan unos 400 km². La plataforma es ancha en el sur (cerca de la frontera somalí) y en el norte (Obock), donde tienen lugar las actividades pesqueras. Es muy estrecha en cambio en la zona central (Tadjoura), con una amplitud de solo 1,5 km en algunas zonas.
Las aguas costeras son cálidas y muy influenciadas por los monzones, que. durante la estación, entre junio y septiembre, producen afloramientos de agua con frecuencia. Estos afloramientos son la base de la riqueza pesquera. Los arrecifes situados al sur tienen menor riqueza pesquera que los septentrionales, no obstante, la mayor parte de la pesca artesanal se centra en esta zona, donde se han realizado acuerdos con las autoridades somalíes para pescar en sus aguas jurisdiccionales. Los peces no asociados a los arrecifes son comercialmente más productivos.
Los recursos costeros marinos están compuestos principalmente por peces del género Lutjanus, barracudas, Carangoides, Lethrinidae,  hemúlidos, Serranus, tiburones, Scomberomorus, atunes y langostas. También hay cefalópodos (sepias y calamares), y pepinos de mar. Por la naturaleza rocosa del fondo marino, la pesca de arrastre no está permitida, y las pesquerías están formadas por pequeñas unidades artesanales.

## Puntos extremos
- Punto más al norte: Ras Doumera, Región de Obock.
- Punto más al norte (continental): punto donde la frontera con Eritrea entra en el Mar Rojo, Región de Obock.
- Punto más al este: sección sin nombre de la costa del Mar Rojo al norte de Ras Bir, Región de Obock.
- Punto más al sur: ubicación sin nombre en la frontera con Etiopía, al oeste del poblado de As Ela, Dikhil (región).
- Punto más al oeste: ubicación sin nombre en la frontera con Etiopía justo al este del poblado etíope de Afambo, Dikhil (región).

## Áreas protegidas de Yibuti
En Yibuti, la IUCN cataloga 7 zonas protegidas que ocupan 344 km², el 1,57% del territorio, y 12 km² de área marina, el 0,17% de los 7.031 km² que corresponden al país. De estas, 3 son paisajes marinos protegidos, 1 es un área protegida por especie y hábitat y 2 son áreas terrestres protegidas. Una de las zonas es un sitio Ramsar (Haramous-Loyada). Hay tres denominados parques nacionales no reconocidos por la IUCN, el Parque nacional del Bosque de Day, el Parque nacional Djibouti y el Parque nacional Yoboki.

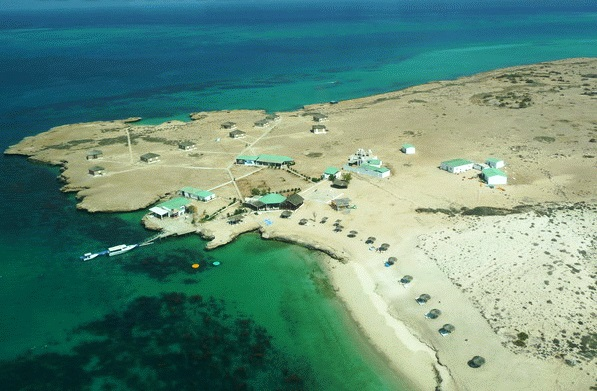
Isla de Moucha

### Zonas costeras e islas
- Islas Moucha y Maskali. 11°43′28″N, 43°11′30″E. La isla de Moucha es una pequeña isla de coral en el centro del golfo de Tadjoura, pequeño entrante del golfo de Adén, a unos 15 km de tierra firme.[13]

- Playa de Arta, 11°35′9.14″ N, 42°48′35.8″ E. a 50 km de la capital Yibuti, al sur del golfo de Tadjoura. La playa es de guijarros, bordeada de montañas de origen volcánico, con basaltos. La playa es famosa por los fondos marinos que favorecen el submarinismo, incluso de noche y la gran abundancia de especies marinas.[14] De octubre a febrero puede verse el tiburón ballena cerca de la costa.[15]

- Islas Sawabi, así como Ras Siyan, Khor Angar y el bosque de Godoria. Las islas Sawabi, conocidas también como los Siete Hermanos, son un grupo de pequeñas islas situadas en el estrecho de Bab-el-Mandeb, literalmente Puerta de las Lamentaciones. La fauna submarina está representada por fondos coralinos, varios nudibranquios, las especies de peces que habitualmente se encuentran en el mar Rojo y el océano Índico, unos cuantos tiburones grises de arrecife, tiburones dormidos y tiburones de punta blanca.

- Isla de Haramous, 11°20′16.3″N, 43°6′41.93″E. También Bourdero, Waramous, Tortuga o Biley Blax. Es un islote de coral sin desarrollar, rodeado de algunos arrecifes y deshabitado, en el golfo de Adén, a unos 700 m al este del aeropuerto de la capital, Yibuti. está comentada más abajo como sitio Ramsar.

- Sitio Ramsar de Haramous-Loyada, 30 km², 11°34′N 43°09′E. Este sitio costero, al sur de la capital del país, Yibuti, y cerca de la frontera somalí, está formado por humedales, costas arenosas, arrecifes de coral, islas y aguas marinas poco profundas. Hay al menos siete uadis que lo atraviesan y que al desembocar en el mar crean mini-deltas favorables a los manglares. En la isla de Haramous y los islotes que la rodean anidan unas 70 especies de aves acuáticas.[16]

### Zonas interiores
- Djalelo, 11.o21'17"N,42.o47'19"E. A unos 60 km al sudoeste de la capital, cerca del cruce con las fronteras de Etiopía y Somalia, en una zona muy árida, se ha creado el campamento ecoturístico de Djalelo, en el uadi del mismo nombre, donde se encuentra el Refugio Décan,[17] un área protegida de 4000 ha (40 km²) donde se ha preservado la vegetación (acacias) y se han concentrado ejemplares de la fauna local, como el asno salvaje, el avestruz (el común y el somalí), el babuino, el caracal, la gacela de Pelzeln, la gacela de Soemmering, el guepardo, el león, la mangosta de cola blanca, el órix beisa, el kudú menor, el puerco espín, el mono verde y la tortuga leopardo.

- Assamo. Unos 350 km².[18] Al oeste de Djalelo, a 120 km al sur de la capital, en la región de Ali-Sabieh un pequeño campamento en pleno desierto, junto a un uadi (Doussa Ooudmoum), donde se ha creado un refugio para proteger a los animales y la vegetación.[19]

## Grupos étnicos de Yibuti

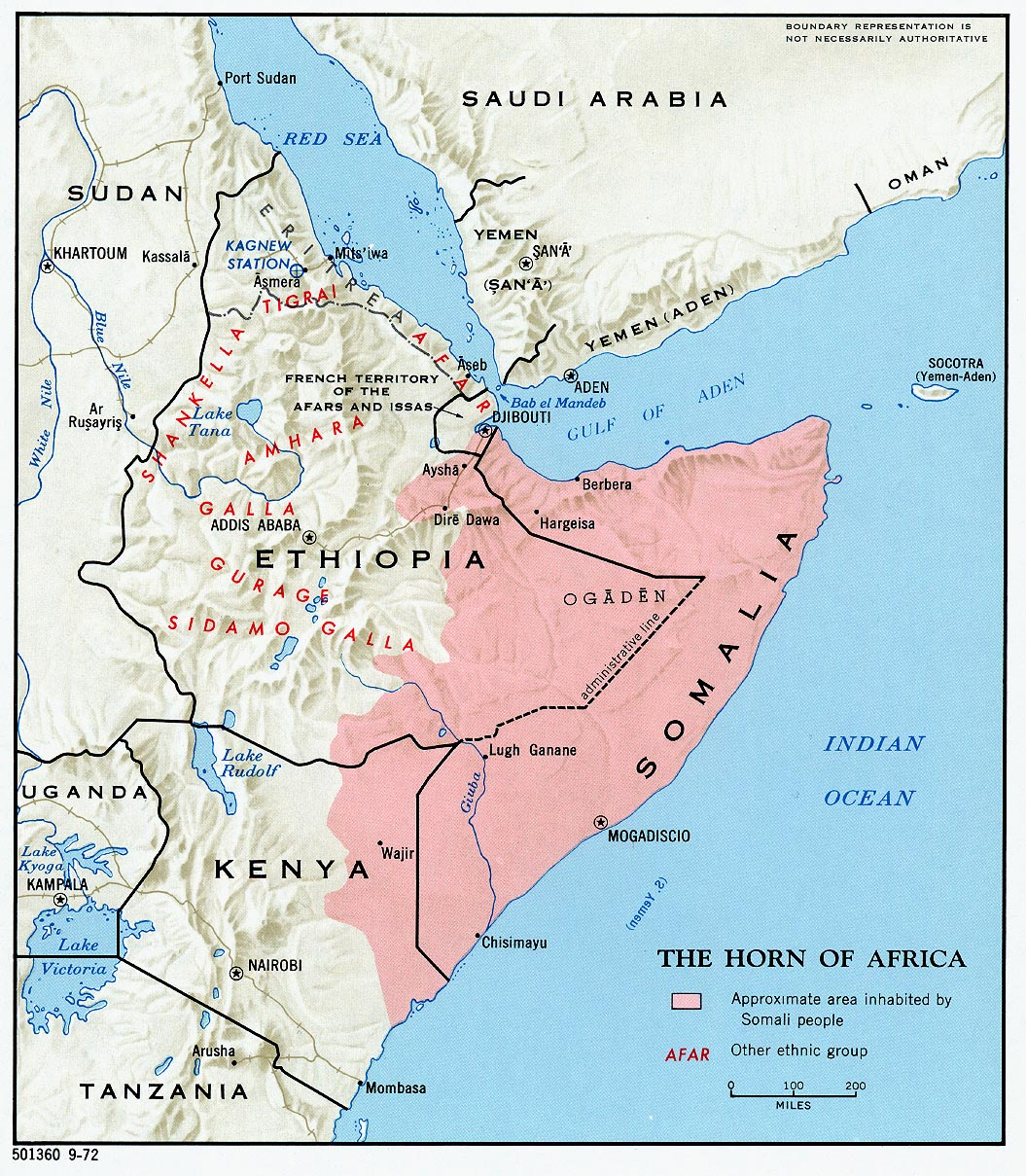
Región geográfica habitada por la etnia somalí

En Yibuti había en 2019, unos 978.200 habitantes, con una densidad de 37 hab/km² Los dos grupos étnicos más importante son los afar (35%) y  los somalíes (60%). El resto (5%) está formado por árabes, etíopes y europeos, la mayor parte de origen italiano y francés. La tasa de crecimiento es de un 1,5% anual ( i hab. más cada 37 minutos), con una media de 2,6 hijos por mujer, mucho menor que los países vecinos. Según Joshua Project, habría una decena de grupos étnicos distintos en Yibuti: afar (más de 300.000); somalíes, la mayor parte del clan issa (537.000); árabes yemeníes (86.000), sudasiáticos en general (1900); chinos (1.700), franceses (2700); tigre (1700), tigriña (700) y árabes omaníes (500).
Los somalíes son un grupo étnico complejo. La mayor parte de los que viven en Yibuti pertenecen al clan dir, uno de cuyos miembros fundó el subclan de los issa, al que pertenecen la mayoría. Otro subclan presente es el de los gadabuursi.